# Kuponkirálynők
A Kuponkirálynők (eredeti cím: Queenpins) 2021-ben bemutatott amerikai filmvígjáték, amelyet Aron Gaudet, valamint Gita Pullapilly írt és rendezett. A főbb szerepekben Kristen Bell, Kirby Howell-Baptiste, Paul Walter Hauser, Bebe Rexha és Vince Vaughn látható. Ben Stiller a Red Hour Productions nevű filmgyártó cégén keresztül vezető producerként működött közre.
Az Amerikai Egyesült Államokban 2021. szeptember 10-én jelentette meg az STXfilms, Magyarországon szeptember 16-án a Freeman Film. Általánosságban vegyes véleményeket kapott a kritikusoktól és bevételi szempontból is alulteljesített.

## Cselekmény
A lehangolt és frusztrált külvárosi háziasszony, Connie Kaminski fiatalkora óta a társadalom által kijelölt, hagyományos életutat követte. Az általa meghozott áldozatokat soha nem értékelték, a férje Rick, a szerettei és a társadalom többi tagja is figyelmen kívül hagyja. Unalmas életébe belefáradva Connie összefog legjobb barátnőjével, JoJo Johnsonnal és egy illegális kuponklub tervet eszelnek ki. Connie és JoJo végül dollármilliókat csalnak ki nagyvállalatoktól. Zseniális tervük végül túl nagyra nő ahhoz, hogy titokban maradjon, így felhívják magukra a bűnüldöző hatóságok figyelmét, akik nyomozni kezdenek utánuk, hogy felszámolják illegális céget. A nyomozást Simon Kilmurry, az Egyesült Államok elszánt nyomozója és Ken Miller, a gyámoltalan veszteségmegelőzési tiszt vezeti, akiknek megvannak a maguk okai arra, hogy a csalókat bíróság elé állítsák.
Kilmurry és Miller csak azután kapja el Connie-t és JoJót, hogy a páros több mint 240 cégtől csalt ki több tízmillió dollárt. A párosra 40 évtől életfogytiglanig terjedő börtönbüntetés vár, de legbefolyásosabb áldozataik titokban nyomást gyakorolnak a bíróságra, hogy a rossz sajtóhírek elkerülése érdekében enyhítsék a büntetést. JoJót egy év próbaidőre, Connie-t pedig 11 hónap börtönbüntetésre (nyolc hónap múlva feltételesen szabadlábra helyezés lehetősége mellett) ítélik. Bár bűnből származó jövedelmük nagy részét elkobozzák, a párosnak így is több százezer dollárja marad elrejtve. Azonnal újraindítják az átverést egy kiadatási egyezménnyel nem rendelkező országban.

## Szereplők
| Színész               | Szerep           | Magyar hang        |
| --------------------- | ---------------- | ------------------ |
| Kristen Bell          | Connie           | Vadász Bea         |
| Kirby Howell-Baptiste | JoJo Johnson     | Bogdányi Titanilla |
| Paul Walter Hauser    | Ken Miller       | Elek Ferenc        |
| Joel McHale           | Rick             | Zámbori Soma       |
| Bebe Rexha            | Tempe Tina       | Csuha Borbála      |
| Vince Vaughn          | Simon Kilmurry   | Csankó Zoltán      |
| Jack McBrayer         | Park ügynök      | N/A                |
| Annie Mumolo          | Crystal          | N/A                |
| Dayo Okeniyi          | Earl             | Penke Bence        |
| Stephen Root          | Flanagan ügynök  | Németh Gábor       |
| Paul Rust             | Albert Anderson  | N/A                |
| Timm Sharp            | fegyverkereskedő | N/A                |

A fegyverek eladásakor játszódó jelenetekben a társrendező testvére, Nick Gaudet baristaként, a színész-rendező Nick Cassavetes pedig a fegyvereket vásárló csoport vezetőjeként tűnik fel.

## A film készítése
2019 májusában bejelentették, hogy Kristen Bell és Leslie Jones csatlakozott a film szereplőgárdájához, Aron Gaudet és Gita Pullapilly pedig az általuk írt forgatókönyv alapján rendezi a filmet. 2020 júliusában Paul Walter Hauser és Vince Vaughn csatlakozott a filmhez. 2020 szeptemberében Kirby Howell-Baptiste csatlakozott a film szereplőihez, aki Jones helyére lépett, Ben Stiller a Red Hour Productions nevű cég által vezető producerként működött közre, a forgalmazást pedig az STX Entertainment végezte. 2020 októberében Bebe Rexha is csatlakozott. 2020 decemberében Dayo Okeniyi, Joel McHale, Nick Cassavetes, Michael Masini, Paul Rust, Eduardo Franco, Marc Evan Jackson, Lidia Porto, Greta Oglesby, Jack McBrayer és Annie Mumolo csatlakozott a színészek köreihez.
A forgatás 2020 októberében kezdődött, a COVID-19 világjárvány ideje alatt.

## Megjelenés
2021 júniusában a Showtime és a Paramount+ körülbelül 20 millió dollárért megvásárolta a film amerikai fizetős TV- és streamingjogait. 2021. szeptember 10-én jelent meg.